# Oberto II di Biandrate
Oberto, Uberto o Umberto II (... – XIII secolo), fu un conte di Biandrate (Blan-Dras), in Piemonte, che partecipò alla quarta crociata.

## Biografia
Oberto era compagno di viaggio di Bonifacio I del Monferrato durante la quarta crociata. Dopo l'investitura di Bonifacio a re di Tessalonica e la sua morte, Oberto diventa reggente di suo figlio Demetrio (1207– 1209). Subito, Oberto e Amadeo Buffa, il conestabile di Tessalonica, iniziano a complottare per rovesciare Demetrio e mettere al trono Guglielmo VI del Monferrato, figlio primogenito di Bonifacio. Tuttavia, l'imperatore Enrico marcia su Tessalonica per costringere i signori lombardi a rendergli omaggio a favore di Demetrio, ma Oberto gli chiuse le porte in faccia, chiedendo l'intero Epiro dal Vardar all'Adriatico e un corridoio per il Mar Nero che arrivasse a ovest di Filippopoli; Enrico accetta a condizione che Margherita, vedova di Bonifacio, fosse stata d'accordo. Al suo ingresso in città, l'imperatore convinse lei a rifiutare, togliendo così il potere ad Amadeo e a Oberto. Questi viene imprigionato nel castello di Serres sotto la custodia di Bertoldo II di Katzenelnbogen, il quale più tardi lo rilascia. Oberto arriva nel Negroponte complottando contro l'imperatore, ma Ravano dalle Carceri, signore di quell'isola e un ex-confederato di Biandrate, si schierò in difesa dell'imperatore e Oberto rapidamente è costretto a desistere a ritornare nel Monferrato, dove cerca di convincere Guglielmo a rivendicare Tessalonica.
Oberto è stato accusato successivamente di avere avvelenato Enrico, il quale morì nel 1216 a Tessalonica. Nel 1224, secondo papa Onorio II, Oberto e Guglielmo erano diretti a oriente per aiutare Tessalonica durante l'assedio, ma essa cadde in mano al despotato d'Epiro prima del loro arrivo.

## Trovatore e mecenate
Viene attestato un trovatore sotto il nome di Coms de Blandra o Comte de Biandrate o Comte Ubert de Blandra, identificato, anche se non con assoluta certezza, con Uberto II di Biandrate (forse lo stesso Uberto celebrato da Nicoletto da Torino) o meno probabilmente con il fratello Giuffredo (fl. 1201-1229). Gli viene attribuito uno scambio di coblas con Folquet de Romans
Pois vezem qu'el tond e pela,

Falkez, e no gara cui,

s'eu era no.m gart de lui,

serai folz, zo poira[n] dire;

e consell li darai gen

et er folz s'el no l'enten:

    c'ades tegna viatge

    dreit lai vas son estatge;

qe zai van las genz disen

qe per cinc cenz marcs d'argen

no.ill calria metre gage.

[...]
Da che vedi come piglia e preda,

Falchet, senza riguardo ver niuno,

s'io or non mi guardo da lui,

sarei folle, si potrà dire; 

e un gentil consiglio gli darei

ed è folle se non l'intende:

che adesso prenda e vada

    dritto verso sua dimora;

    ché qui le genti van dicendo

che per cinquecento marchi d'argento

di indebitarsi non gliene cale punto.

[...]